# Slot Pillnitz

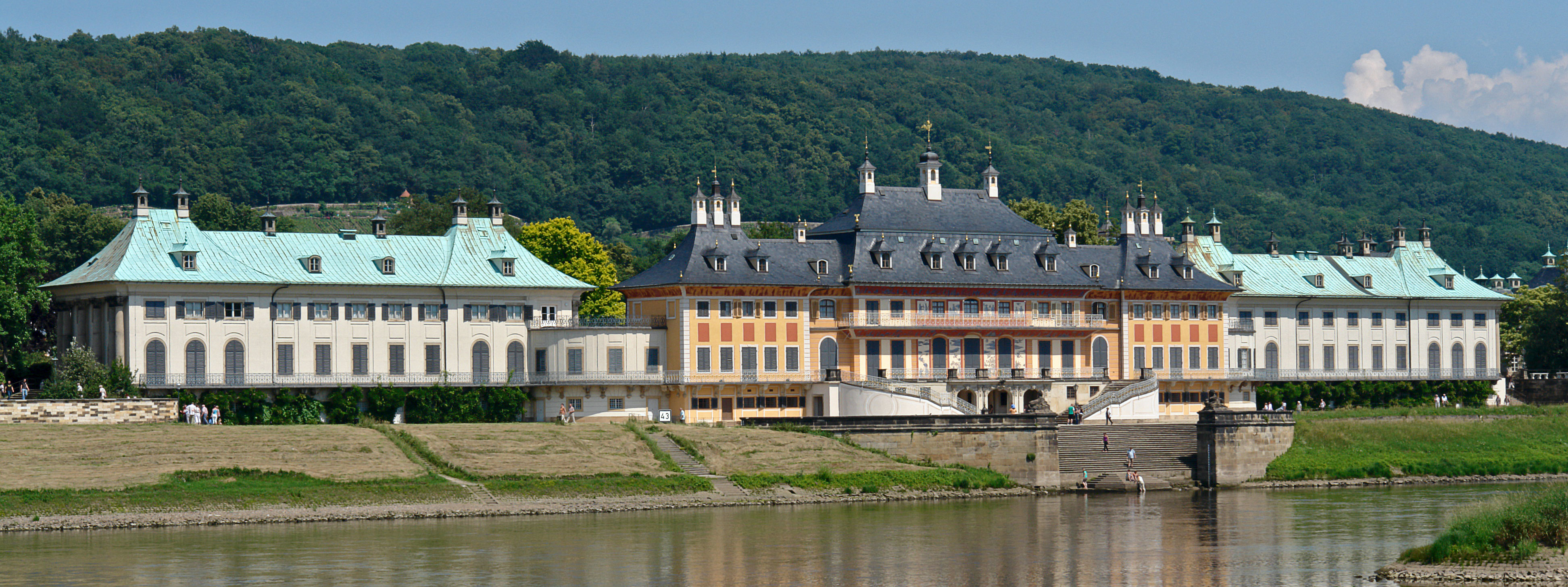
Het Wasserpalais van Schloss Pillnitz

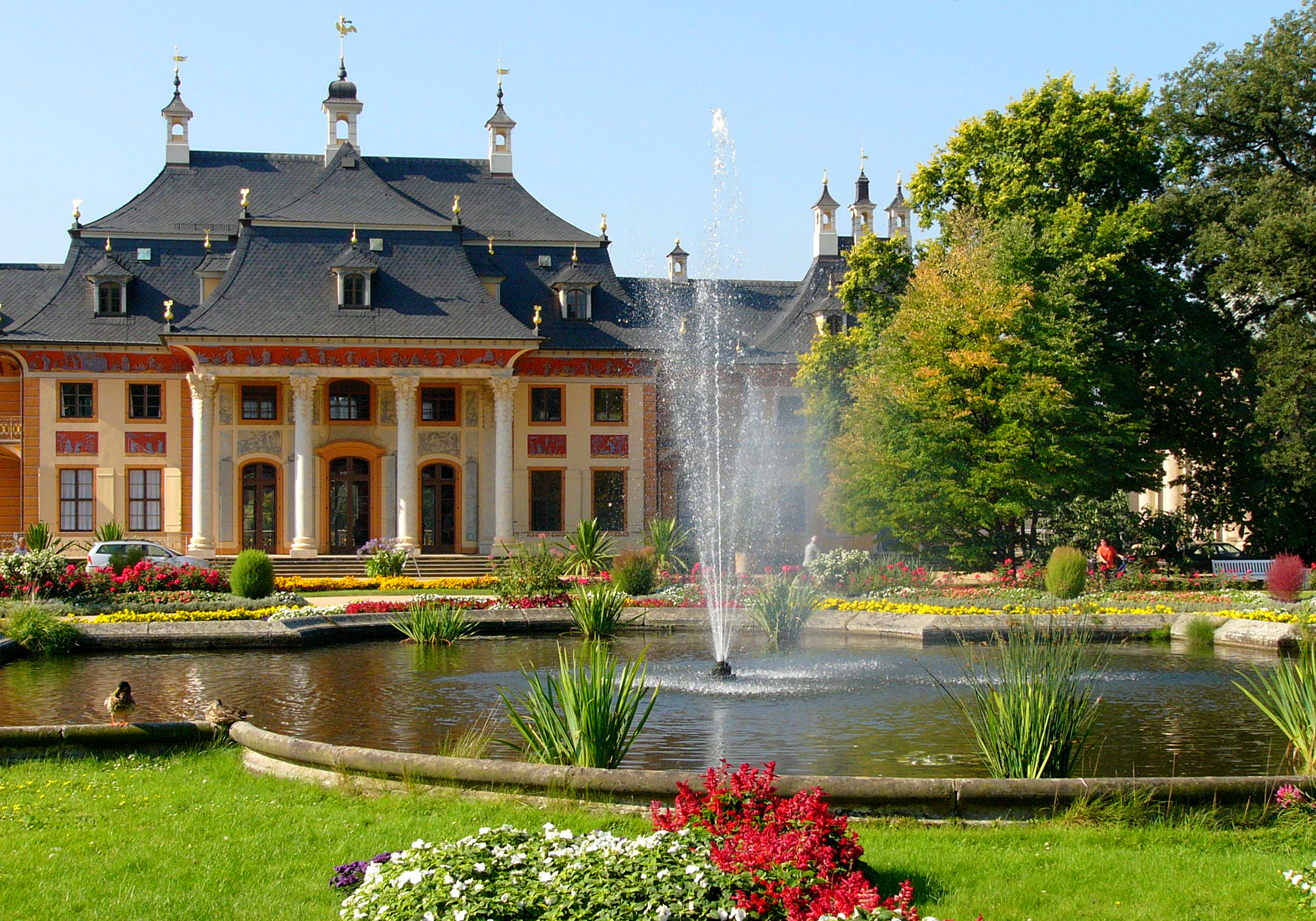
Het uit 1724 daterende Bergpalast, een van de onderdelen van Slot Pillnitz

Het Slot Pillnitz (Duits: Schloss Pillnitz) is een gerestaureerd barok paleis aan de oostelijke stadsrand van Dresden in de Duitse deelstaat Saksen. Het werd gebouwd aan de oevers van de rivier Elbe in het voormalig dorp Pillnitz. Het paleis was de zomerresidentie van meerdere heersers van Saksen. De locatie is ook gekend als de plaats waar de verklaring van Pillnitz in augustus 1791 werd onderhandeld en ondertekend door keizer Leopold II van het Heilige Roomse Rijk en Frederik Willem II van Pruisen.
Het complex bestaat eigenlijk uit drie bouwwerken, het Wasserpalais aan de oever, het Bergpalais of Bergpalast op de heuvel, beide barokken bouwwerken met chinoiserie-elementen en het recentere neoclassicistische Neues Palais uit 1826 die de beide andere op de oostvleugel met mekaar verbindt. Tussen de gebouwen bevindt zich een baroktuin, de gebouwen zijn omringd door een groot publiek park.
Er bevindt zich in het slot een Kunstgewerbemuseum van de Staatliche Kunstsammlungen Dresden en een Schlossmuseum. In het bijhorend park valt een rond 1800 aangeplante camellia japonica (de Pillnitzer Kamelie) te bezichtigen.

## Geschiedenis
Reeds in het begin van de 14e eeuw bestond er een fort op de site van het slot. Het werd vergroot in de 16e en 17e eeuw. Het kasteel kwam in handen van het huis Wettin in 1694 toen keurvorst Johan George IV van Saksen het kocht als residentie voor zijn minnares Magdalena Sibylla von Neidschutz. Beiden overleden kort nadien. De broer van Johan George, Frederik August I werd zijn opvolger en gebruikte het goed om een van zijn vele minnaressen, Anna Constantia von Brockdorff, in ballingschap te plaatsen. Toen die laatste in 1715 naar Berlijn vluchtte, nam hij het terug voor eigen gebruik en besloot het te herbouwen tot een zomerresidentie met oosterse elementen.
De verbouwing van het Wasserpalais vatte aan in 1720 op basis van plannen van architect Matthäus Daniel Pöppelmann, ook gekend van de Zwinger en zijn werk aan het Residenzschloss. In 1724 werd het slot ook uitgebreid met het Bergpalais. Frederik August I verloor zijn interesse in het eigendom, en het was pas zijn achterkleinzoon keurvorst Frederik August I van Saksen die het paleis in 1765 inzette als zomerresidentie en een Engelse tuin toevoegde. Het slot bleef tot 1918 in gebruik door de vorsten van het huis Wettin.